# Peponidium humbertii
Peponidium humbertii är en måreväxtart som beskrevs av Anne-Marie Homolle och Jean Arènes. Peponidium humbertii ingår i släktet Peponidium och familjen måreväxter. Inga underarter finns listade i Catalogue of Life.